# Royal Albert Bridge
Royal Albert Bridge, pol. Most Księcia Alberta, zwany niekiedy Most Brunela lub Saltash Bridge - most kolejowy przez rzekę Tamar między miastami Plymouth w hrabstwie Devon i Saltash w Kornwalii. Zaprojektowany przez Isambarda Kingdom Brunela, otworzony do użytku przez księcia Alberta 2 maja 1859. Znajduje się na trasie kolejowej Londyn - Penzance. Długość mostu wynosi 666,8 m, najdłuższe przęsło ma 138,7 m. Znajduje się 30 metrów nad poziomem rzeki. Most w całości wykonany jest z żelaza. 